# Umwegrendite
Die Umwegrendite bezeichnet die durch Kongresse, Messen, Ausstellungen und Veranstaltungen in einer Stadt und deren Umkreis bzw. Umland mittelbar, also auf Umwegen, entstehende allgemeine Rendite, die sich in Arbeitsplätzen, Umsätzen und letztlich auch Steuern widerspiegelt. Dabei werden neben den direkten ökonomischen Effekten einer Veranstaltung auch noch indirekte und induzierte Effekte in der Wirtschaft verursacht. Die Umwegrentabilität sagt aus, ob dank der Umwegrendite insgesamt ein positives wirtschaftliches Gesamtergebnis erzielt wird.
Mit der Veranstaltung eines Kongresses oder einer Messe erzielt nicht nur der (Veranstalter) selbst Umsätze, sondern auch Gastronomie wie Restaurants, Hotels, Geschäfte und öffentliche Verkehrsmittel sowie Taxiunternehmen profitieren von den Kongress-, Messe- und Veranstaltungsgästen. Somit ist das Kongress-, Messe- und Veranstaltungsgeschäft für Wachstum und Beschäftigung in einer Stadt und deren Umland von großer Bedeutung.
Nicht zuletzt spielen auch kongress-, messe- und veranstaltungsinduzierte Steuereinnahmen eine wichtige wirtschaftliche Rolle. Infolge von Produktionsprozessen, daraus resultierenden Einkommen und Gewinnen sowie durch privaten Verbrauch ergeben sich für alle Gebietskörperschaften durch Kongresse, Messen und Veranstaltungen Steuereinnahmen.
Ein Problem entsteht, wenn die Umwegrendite bereits vor der Realisierung eines Neubaus (Kongress, Stadion etc.) politisch – pro oder contra – als Argumentation benutzt wird. Rendite und Rentabilität können naturgemäß erst langjährig nach Erstellung eines Projekts, also empirisch ermittelt werden.